# Каратау (гори)
Каратау (каз. Каратау) або Сирдар'їнський Каратау — гірський хребет на півдні Казахстану, північно-західні відроги Тянь-Шаню, частина процесу віргації.
Довжина близько 420 км, висота до 2176 м (гора Бессаз). Складений сланцями, пісковиками, вапняками, доломітами, розвинений карст. Вершини вирівняні, схили круті, рослинність степова і нагірні ксерофіти.
Родовища фосфоритів відносяться до Каратауського фосфоритоносного басейну (міста Каратау, Жанатас) у східній частині, на північних схилах хребта.
Родовище поліметалічних руд (свинцево-цинкових), а також уранових, розробляються в західній частині хребта, на його південних схилах (місто Кентау, селища Ачісай, Шалкія).
Адміністративно хребет розташований на території Туркестанської та Жамбилської областей, крайня західна частина — на території Кизилординської області.
Одна з перших експедицій з дослідження цього гірського хребта — Каратауська експедиція — відбулася 28 травня — 7 вересня 1851. Її очолював російський гірничий інженер, поручник Антипов Олександр Іванович. У експедиції брав участь Тарас Шевченко.
У 1998 році подана заявка на включення об'єкта «Палеолітичні об'єкти і геоморфологія хребта Каратау» в список об'єктів Всесвітньої спадщини ЮНЕСКО.
У 2004 році створено Каратауський заповідник. Також в горах Каратау є стоянки стародавніх людей кам'яної доби.